# Szardellafélék
A szardellafélék (Engraulidae) a csontos halak (Osteichthyes) főosztályának sugarasúszójú halak (Actinopterygii) osztályába, ezen belül a heringalakúak (Clupeiformes) rendjébe tartozó család. 2 alcsalád, 16 nem és 140 faj tartozik a családhoz.

## Rendszerezés
A családba az alábbi alcsaládok, nemek és fajok tartoznak

### Coilinae
A Coilinae alcsaládba 5 nem 47 faj 
- Coilia (Gray, 1830) – 13 faj
  - Coilia borneensis
  - Coilia brachygnathus
  - Coilia coomansi
  - Coilia dussumieri
  - Coilia grayii
  - Coilia lindmani
  - Coilia macrognathos
  - Coilia mystus
  - Coilia nasus
  - Coilia neglecta
  - Coilia ramcarati
  - Coilia rebentischii
  - Coilia reynaldi

- Lycothrissa (Günther, 1868) – 1 faj
  - Lycothrissa crocodilus

- Papuengraulis (Munro, 1964) – 1 faj
  - Papuengraulis micropinna

- Setipinna (Swainson, 1839) – 8 faj
  - Setipinna breviceps
  - Setipinna brevifilis
  - Setipinna melanochir
  - Setipinna paxtoni
  - Setipinna phasa
  - Setipinna taty
  - Setipinna tenuifilis
  - Setipinna wheeleri

- Thryssa (Cuvier, 1829) – 24 faj
  - Thryssa adelae
  - Thryssa aestuaria
  - Thryssa baelama
  - Thryssa brevicauda
  - Thryssa chefuensis
  - Thryssa dayi
  - Thryssa dussumieri
  - Thryssa encrasicholoides
  - Thryssa gautamiensis
  - Thryssa hamiltonii
  - Thryssa kammalensis
  - Thryssa kammalensoides
  - Thryssa malabarica
  - Thryssa marasriae
  - Thryssa mystax
  - Thryssa polybranchialis
  - Thryssa purava
  - Thryssa rastrosa
  - Thryssa scratchleyi
  - Thryssa setirostris
  - Thryssa spinidens
  - Thryssa stenosoma
  - Thryssa vitrirostris
  - Thryssa whiteheadi

### Szardellaformák
A szardellaformák (Engraulinae) alcsaládjába 11 nem és 95 faj tartozik
- Amazonsprattus (Roberts, 1984) – 1 faj
  - Amazonsprattus scintilla

- Anchoa (Jordan & Evermann, 1927) – 35 faj
  - Anchoa analis
  - Anchoa argentivittata
  - Anchoa belizensis
  - Anchoa cayorum
  - Anchoa chamensis
  - Anchoa choerostoma
  - Anchoa colonensis
  - Anchoa compressa
  - Anchoa cubana
  - Anchoa curta
  - Anchoa delicatissima
  - Anchoa eigenmannia
  - Anchoa exigua
  - Anchoa filifera
  - Anchoa helleri
  - Anchoa hepsetus
  - Anchoa ischana
  - Anchoa januaria
  - Anchoa lamprotaenia
  - Anchoa lucida
  - Anchoa lyolepis
  - Anchoa marinii
  - Öböl szardella (Anchoa mitchilli)
  - Anchoa mundeola
  - Anchoa mundeoloides
  - Anchoa nasus
  - Anchoa panamensis
  - Anchoa parva
  - Anchoa pectoralis
  - Anchoa scofieldi
  - Anchoa spinifer
  - Anchoa starksi
  - Anchoa tricolor
  - Anchoa trinitatis
  - Anchoa walkeri

- Anchovia (Jordan, 1895) – 3 faj
  - Anchovia clupeoides
  - Anchovia macrolepidota
  - Anchovia surinamensis

- Anchoviella (Fowler, 1911) – 16 faj
  - Anchoviella alleni
  - Anchoviella balboae
  - Anchoviella blackburni
  - Anchoviella brevirostris
  - Anchoviella carrikeri
  - Anchoviella cayennensis
  - Anchoviella elongata
  - Anchoviella guianensis
  - Anchoviella jamesi
  - Anchoviella lepidentostole
  - Anchoviella manamensis
  - Anchoviella nattereri
  - Anchoviella perezi
  - Anchoviella perfasciata
  - Anchoviella shantungensis
  - Anchoviella vaillanti

- Cetengraulis (Günther, 1868) – 2 faj
  - Cetengraulis edentulus
  - Cetengraulis mysticetus

- Encrasicholina (Fowler, 1938) – 5 faj
  - Encrasicholina devisi
  - Encrasicholina heteroloba
  - Encrasicholina oligobranchus
  - Encrasicholina punctifer
  - Encrasicholina purpurea

- Engraulis (Cuvier, 1816) – 9 faj

- Jurengraulis (Whitehead, Nelson & Wongratana, 1988) – 1 faj
  - Jurengraulis juruensis

- Lycengraulis (Günther, 1868) – 4 faj
  - Lycengraulis batesii
  - Lycengraulis grossidens
  - Lycengraulis limnichthys
  - Lycengraulis poeyi

- Pterengraulis (Günther, 1868) – 1 faj
  - Pterengraulis atherinoides

- Stolephorus (Lacepède, 1803) – 18 faj
  - Stolephorus advenus
  - Stolephorus andhraensis
  - Stolephorus apiensis
  - Stolephorus baganensis
  - Stolephorus brachycephalus
  - Stolephorus carpentariae
  - Stolephorus chinensis
  - Stolephorus commersonnii
  - Stolephorus dubiosus
  - Stolephorus holodon
  - Stolephorus indicus
  - Stolephorus insularis
  - Stolephorus multibranchus
  - Stolephorus nelsoni
  - Stolephorus pacificus
  - Stolephorus ronquilloi
  - Stolephorus tri
  - Stolephorus waitei